# Satyrichthys quadratorostratus
Satyrichthys quadratorostratus és una espècie de peix pertanyent a la família dels peristèdids.

## Descripció
- Fa 14,9 cm de llargària màxima.[5][6]

## Hàbitat
És un peix marí i batidemersal que viu entre 360 i 515 m de fondària.

## Distribució geogràfica
Es troba al Pacífic occidental: Nova Caledònia.

## Observacions
És inofensiu per als humans.